# 5055 Opekushin
5055 Opekushin è un asteroide della fascia principale. Scoperto nel 1986, presenta un'orbita caratterizzata da un semiasse maggiore pari a 3,0922545 UA e da un'eccentricità di 0,1717001, inclinata di 2,90247° rispetto all'eclittica.